# Nakskov
Nakskov este un oraș în Danemarca.